# Specie di Oenothera
Elenco delle specie di Oenothera:

## A
- Oenothera acaulis Cav.
- Oenothera acutissima W.L.Wagner
- Oenothera affinis Cambess.
- Oenothera albicaulis Pursh
- Oenothera anomala Curtis

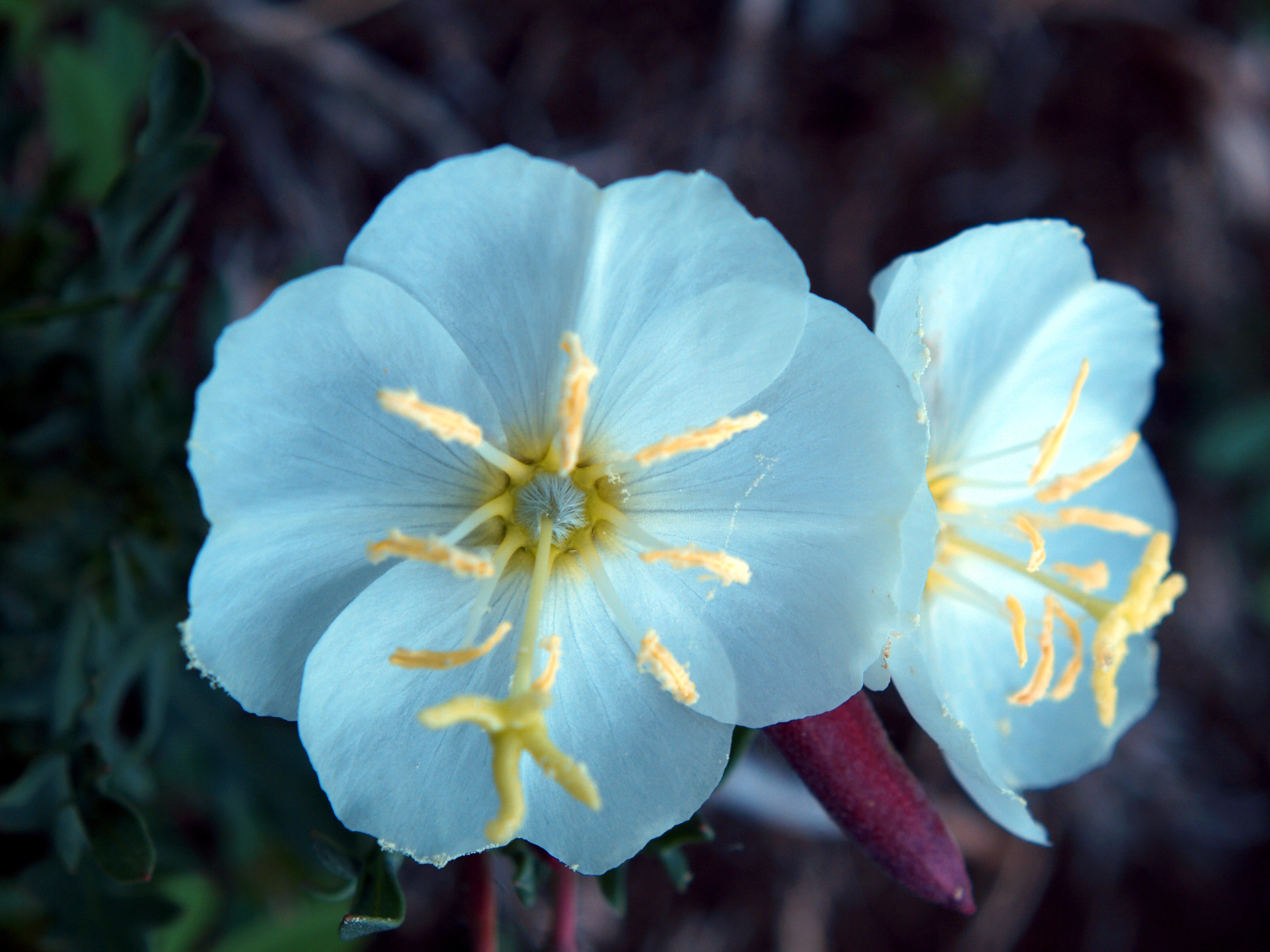
Oenothera albicaulis.

- Oenothera arequipensis Munz & I.M.Johnst.
- Oenothera argillicola Mack.
- Oenothera arida W.L.Wagner & Hoch
- Oenothera arizonica (Munz) W.L.Wagner
- Oenothera avita (W.M.Klein) W.E.Klein

## B
- Oenothera bahia-blancae W.Dietr.

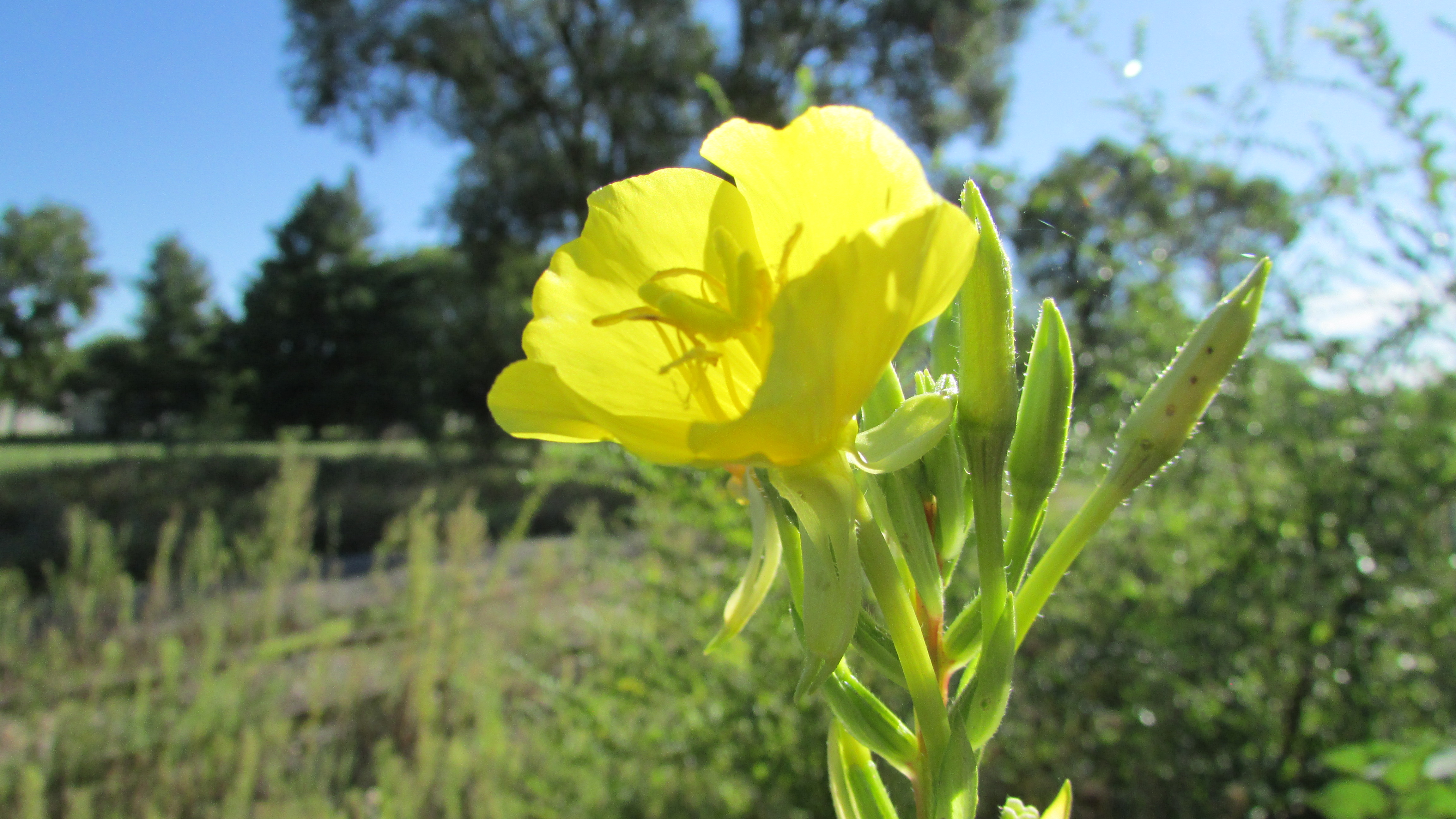
Oenothera biennis.

- Oenothera berlandieri (Spach) D.Dietr.
- Oenothera biennis L.
- Oenothera boquillensis (P.H.Raven & D.P.Greg.) W.L.Wagner & Hoch
- Oenothera brachycarpa A.Gray
- Oenothera brandegeei (Munz) P.H.Raven
- Oenothera × braunii Döll
- Oenothera breedlovei W.Dietr. & W.L.Wagner
- Oenothera brevipetala W.Dietr.

## C

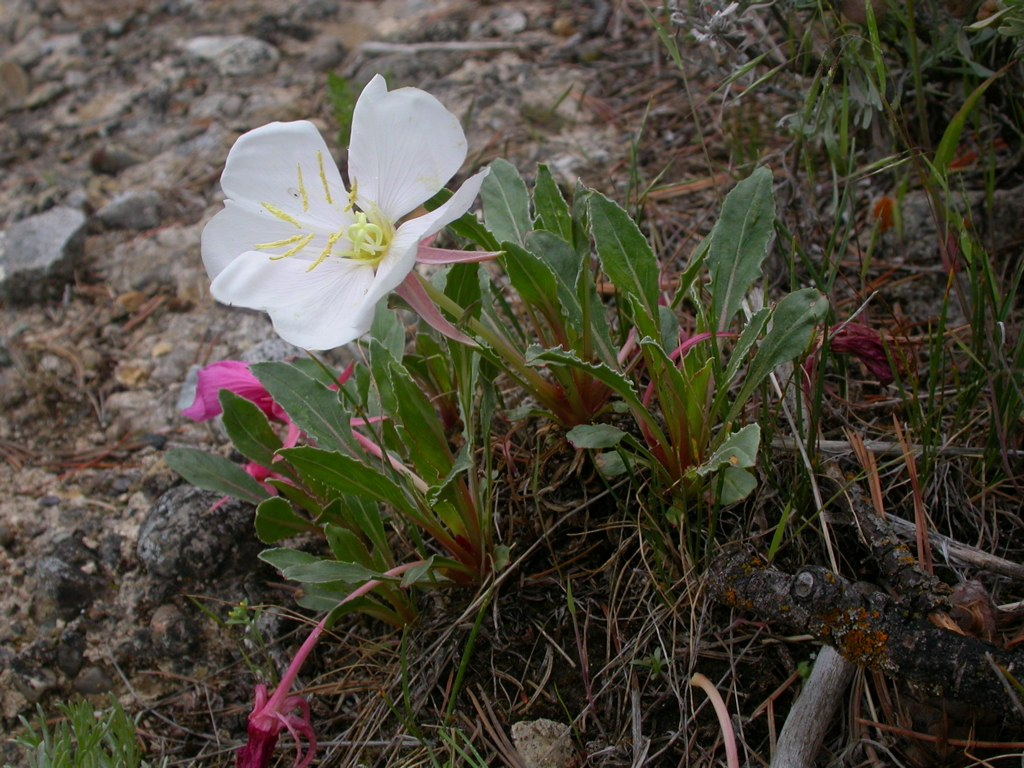
Oenothera cespitosa.

- Oenothera calcicola (P.H.Raven & D.P.Greg.) W.L.Wagner & Hoch
- Oenothera canescens Torr. & Frém.
- Oenothera catharinensis Cambess.
- Oenothera centaureifolia (Spach) Steud.
- Oenothera cespitosa Nutt.
- Oenothera cinerea (Wooton & Standl.) W.L.Wagner & Hoch
- Oenothera × clavifera Hudziok
- Oenothera clelandii W.Dietr., P.H.Raven & W.L.Wagner
- Oenothera coloradensis (Rydb.) W.L.Wagner & Hoch
- Oenothera coquimbensis Gay
- Oenothera coronopifolia Torr. & A.Gray
- Oenothera coryi W.L.Wagner
- Oenothera curtiflora W.L.Wagner & Hoch
- Oenothera curtissii Small

## D
- Oenothera deltoides Torr. & Frém.

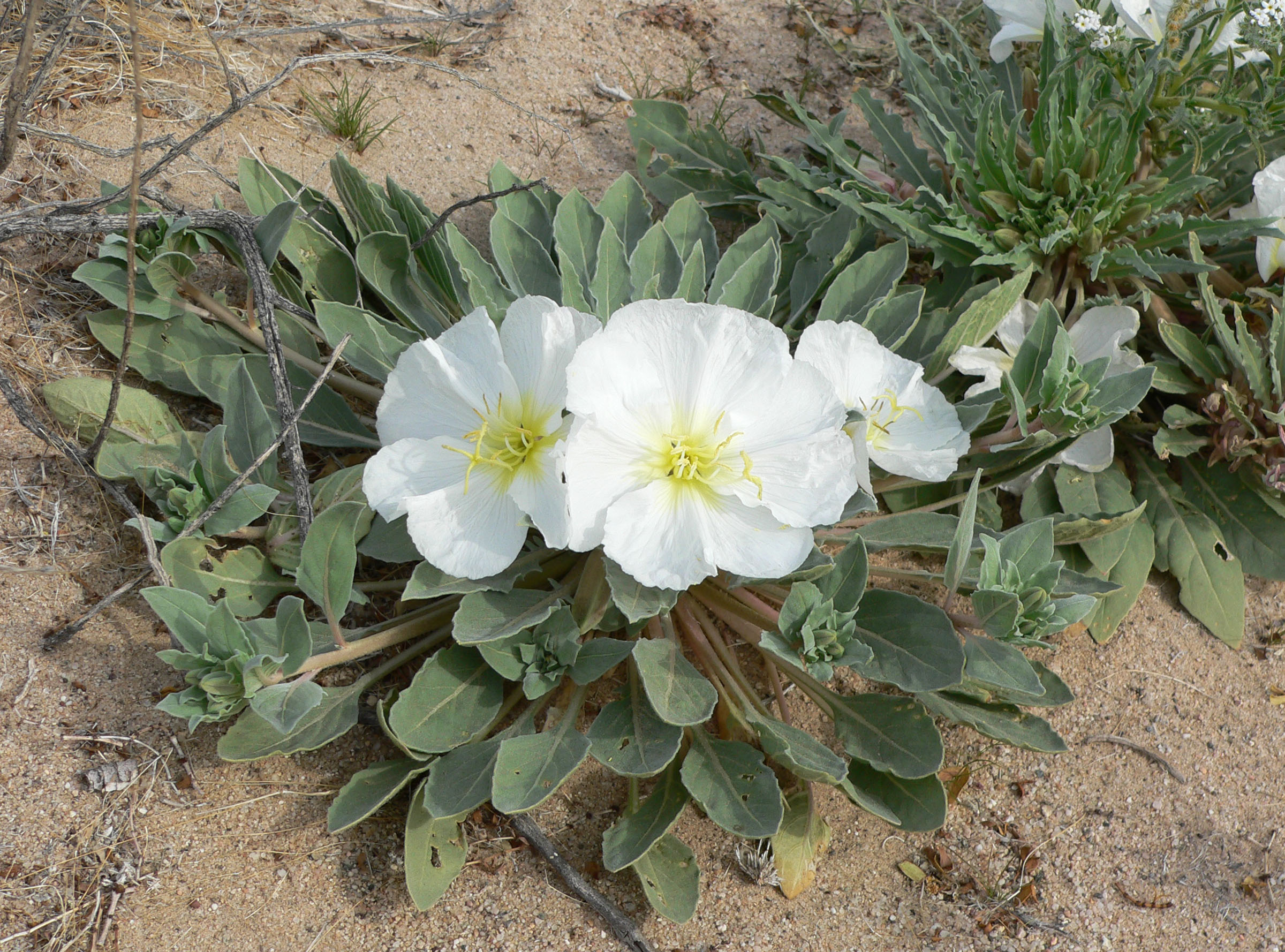
Oenothera deltoides.

- Oenothera demareei (P.H.Raven & D.P.Greg.) W.L.Wagner & Hoch
- Oenothera deserticola (Loes.) Munz
- Oenothera dissecta A.Gray ex S.Watson
- Oenothera dodgeniana Krakos & W.L.Wagner
- Oenothera × drawertii Renner ex Rostanski
- Oenothera drummondii Hook.

## E
- Oenothera elata Kunth
- Oenothera elongata Rusby
- Oenothera engelmannii (Small) Munz
- Oenothera epilobiifolia Kunth

## F

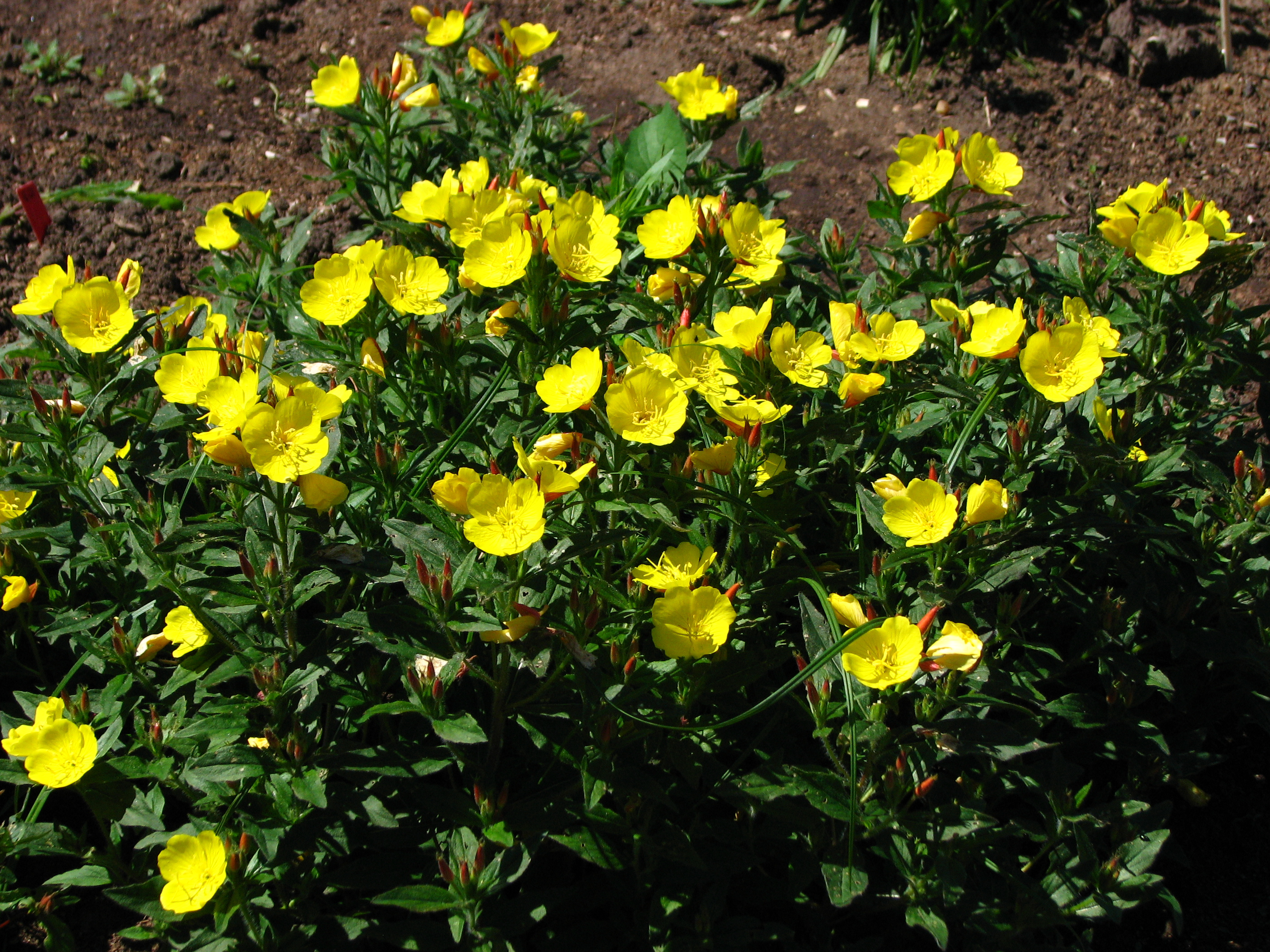
Oenothera fruticosa.

- Oenothera falfurriae W.Dietr. & W.L.Wagner
- Oenothera × fallax Renner
- Oenothera featherstonei Munz & I.M.Johnst.
- Oenothera filiformis (Small) W.L.Wagner & Hoch
- Oenothera filipes (Spach) W.L.Wagner & Hoch
- Oenothera flava (A.Nelson) Garrett
- Oenothera fruticosa L.

## G
- Oenothera gaura W.L.Wagner & Hoch

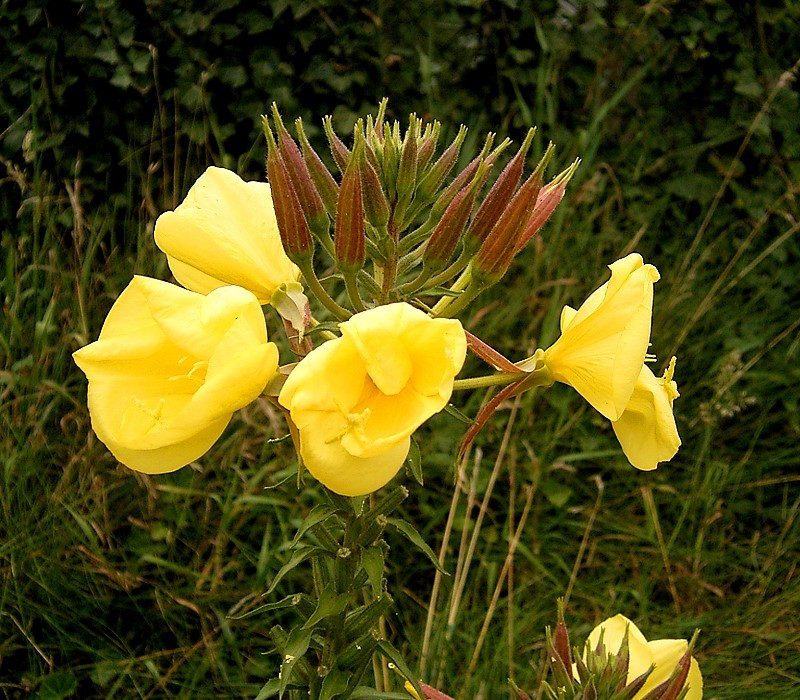
Oenothera glazioviana.

- Oenothera gayleana B.L.Turner & M.J.Moore
- Oenothera glaucifolia W.L.Wagner & Hoch
- Oenothera glazioviana Micheli
- Oenothera grandiflora L'Hér.
- Oenothera grandis Smyth
- Oenothera greggii A.Gray
- Oenothera grisea W.Dietr.

## H

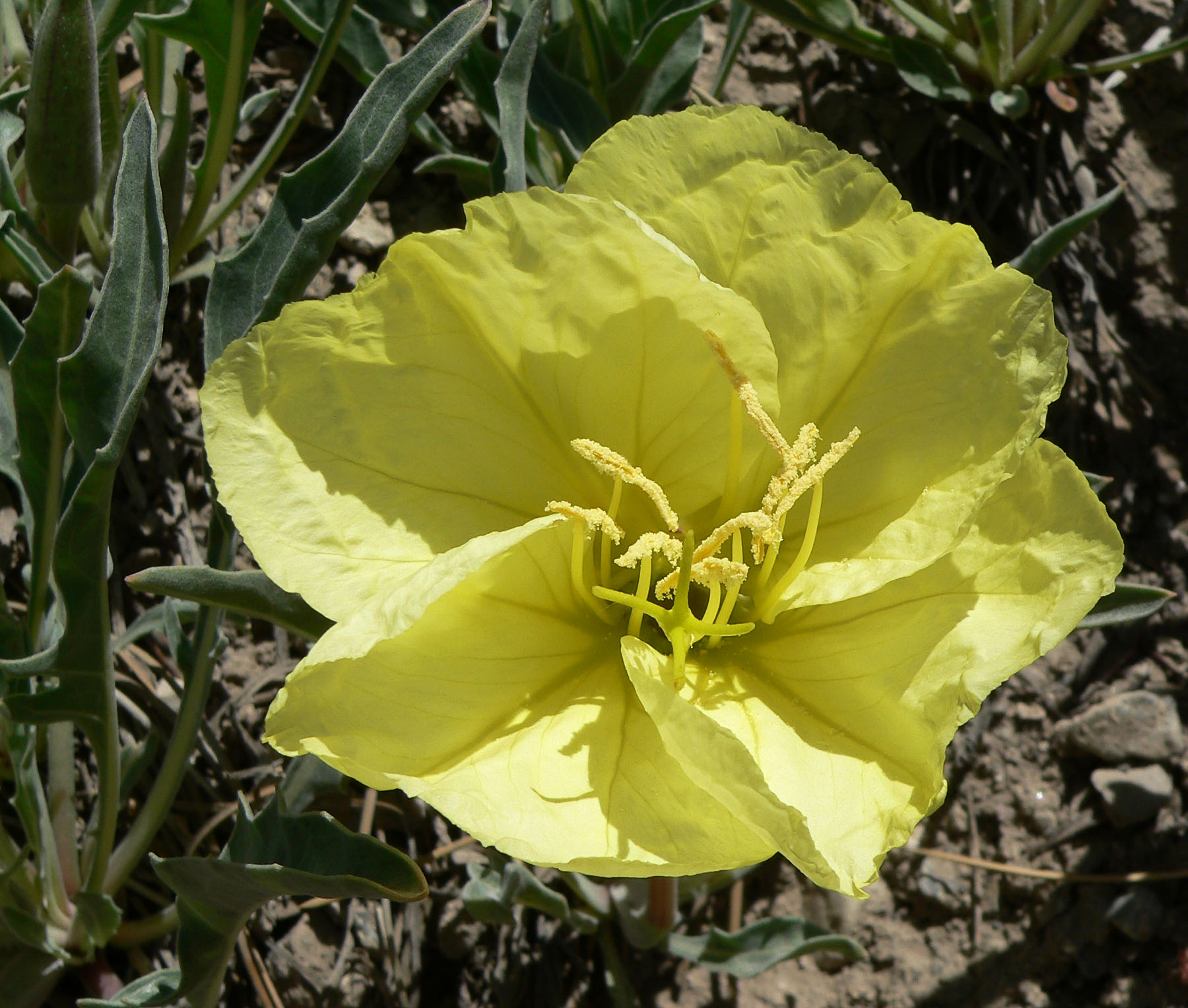
Oenothera howardii.

- Oenothera harringtonii W.L.Wagner, Stockh. & W.M.Klein
- Oenothera hartwegii Benth.
- Oenothera havardii S.Watson
- Oenothera × heiniana Teyber
- Oenothera heterophylla Spach
- Oenothera hexandra (Ortega) W.L.Wagner & Hoch
- Oenothera hispida (Benth.) W.L.Wagner, Hoch & Zarucchi
- Oenothera howardii (A.Nelson) M.E.Jones ex Prain
- Oenothera humifusa Nutt.

## I
- Oenothera indecora Cambess.

## J
- Oenothera jamesii Torr. & A.Gray

## K
- Oenothera kunthiana (Spach) Munz

## L
- Oenothera laciniata Hill
- Oenothera lasiocarpa Griseb.

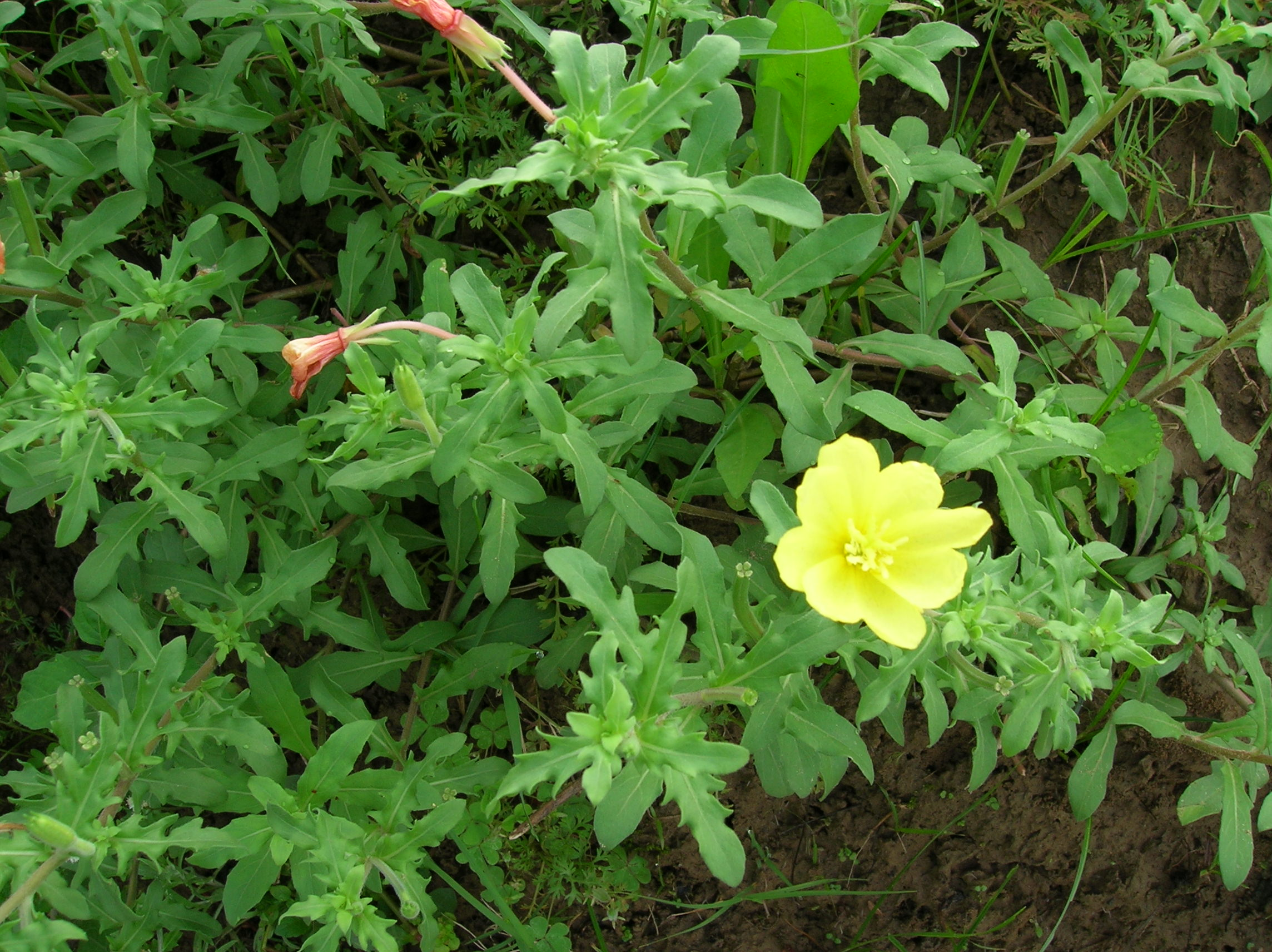
Oenothera laciniata.

- Oenothera lavandulifolia Torr. & A.Gray
- Oenothera lindheimeri (Engelm. & A.Gray) W.L.Wagner & Hoch
- Oenothera linifolia Nutt.
- Oenothera longiflora L.
- Oenothera longissima Rydb.
- Oenothera longituba W.Dietr.
- Oenothera luciae-julianiae W.L.Wagner

## M
- Oenothera macrocarpa Nutt.
- Oenothera macrosceles A.Gray
- Oenothera magellanica Phil.
- Oenothera maysillesii Munz

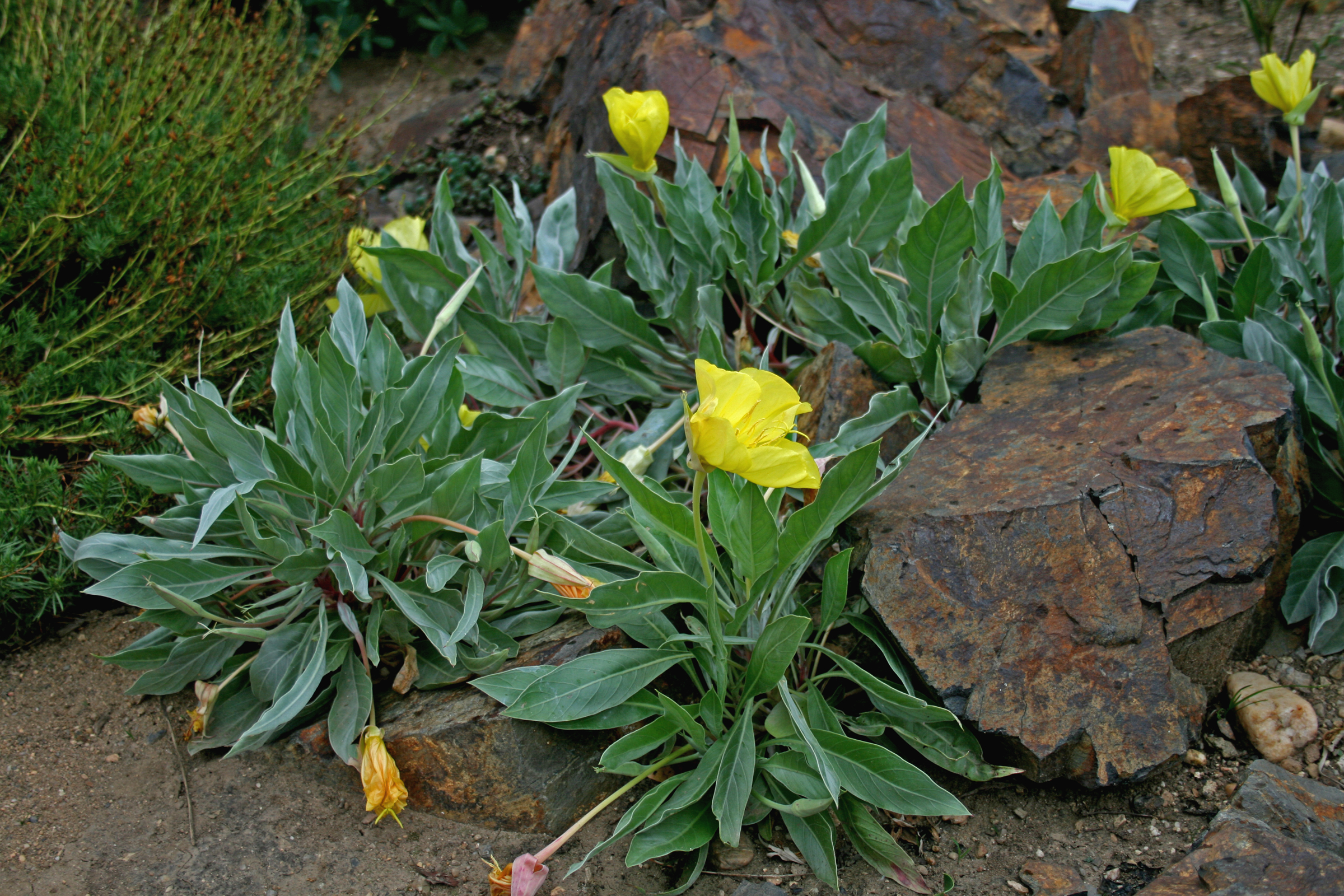
Oenothera macrocarpa.

- Oenothera mckelveyae (Munz) W.L.Wagner & Hoch
- Oenothera mendocinensis Gillies ex Hook. & Arn.
- Oenothera mollissima L.
- Oenothera montevidensis W.Dietr.
- Oenothera moravica V.Jehlík & Rostanski
- Oenothera muelleri Munz
- Oenothera multicaulis Ruiz & Pav.
- Oenothera murdockii S.L.Welsh & N.D.Atwood

## N
- Oenothera nana Griseb.

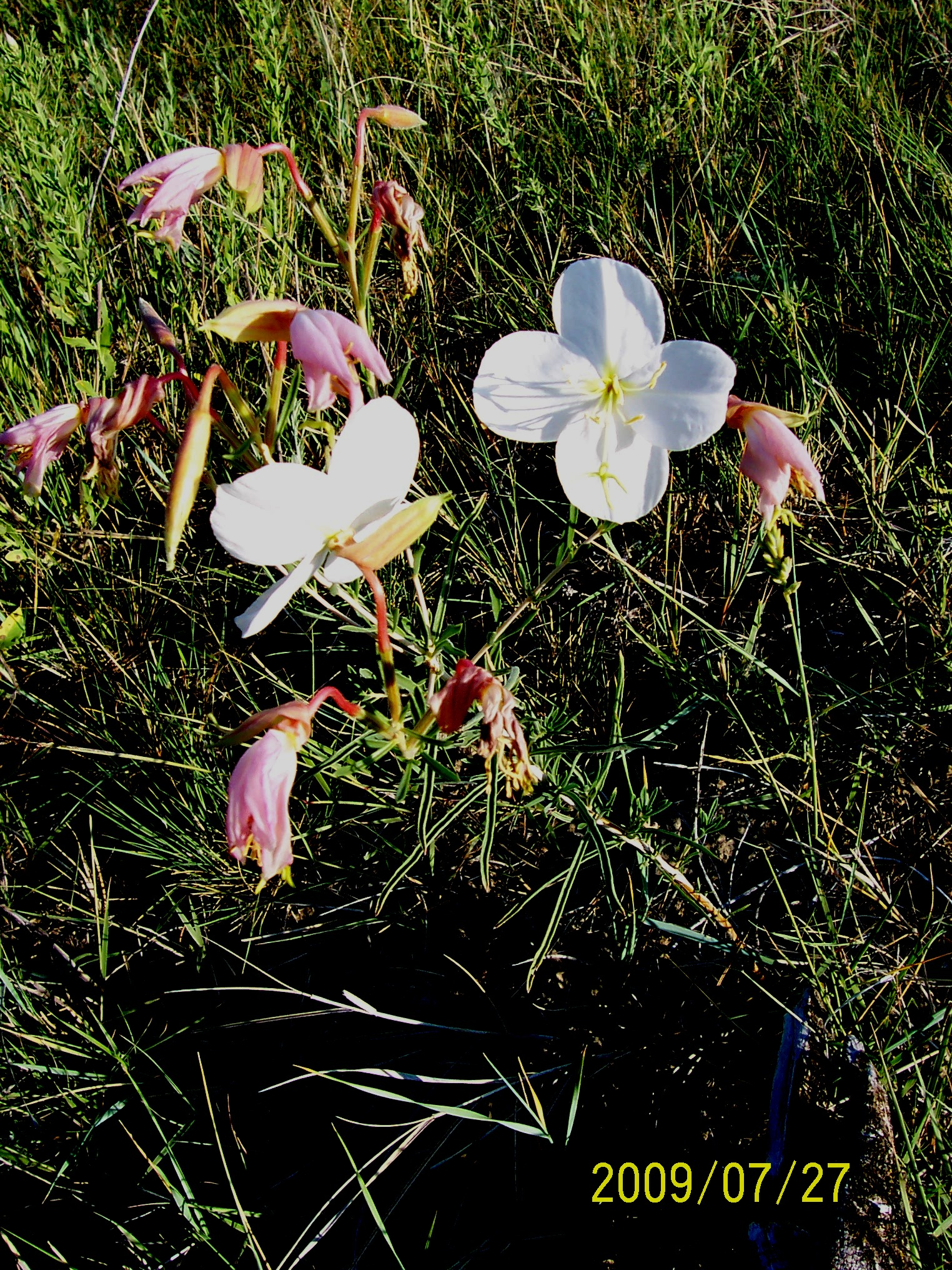
Oenothera nuttallii.

- Oenothera nealleyi (J.M.Coult.) Krakos & W.L.Wagner
- Oenothera neomexicana (Small) Munz
- Oenothera nocturna Jacq.
- Oenothera nutans G.F.Atk. & Bartlett
- Oenothera nuttallii Torr. & A.Gray

## O
- Oenothera oakesiana (A.Gray) J.W.Robbins ex S.Watson
- Oenothera odorata Jacq.
- Oenothera organensis Munz ex S.Emers.
- Oenothera orizabae W.L.Wagner

## P
- Oenothera pallida Lindl.
- Oenothera parodiana Munz
- Oenothera parviflora L.

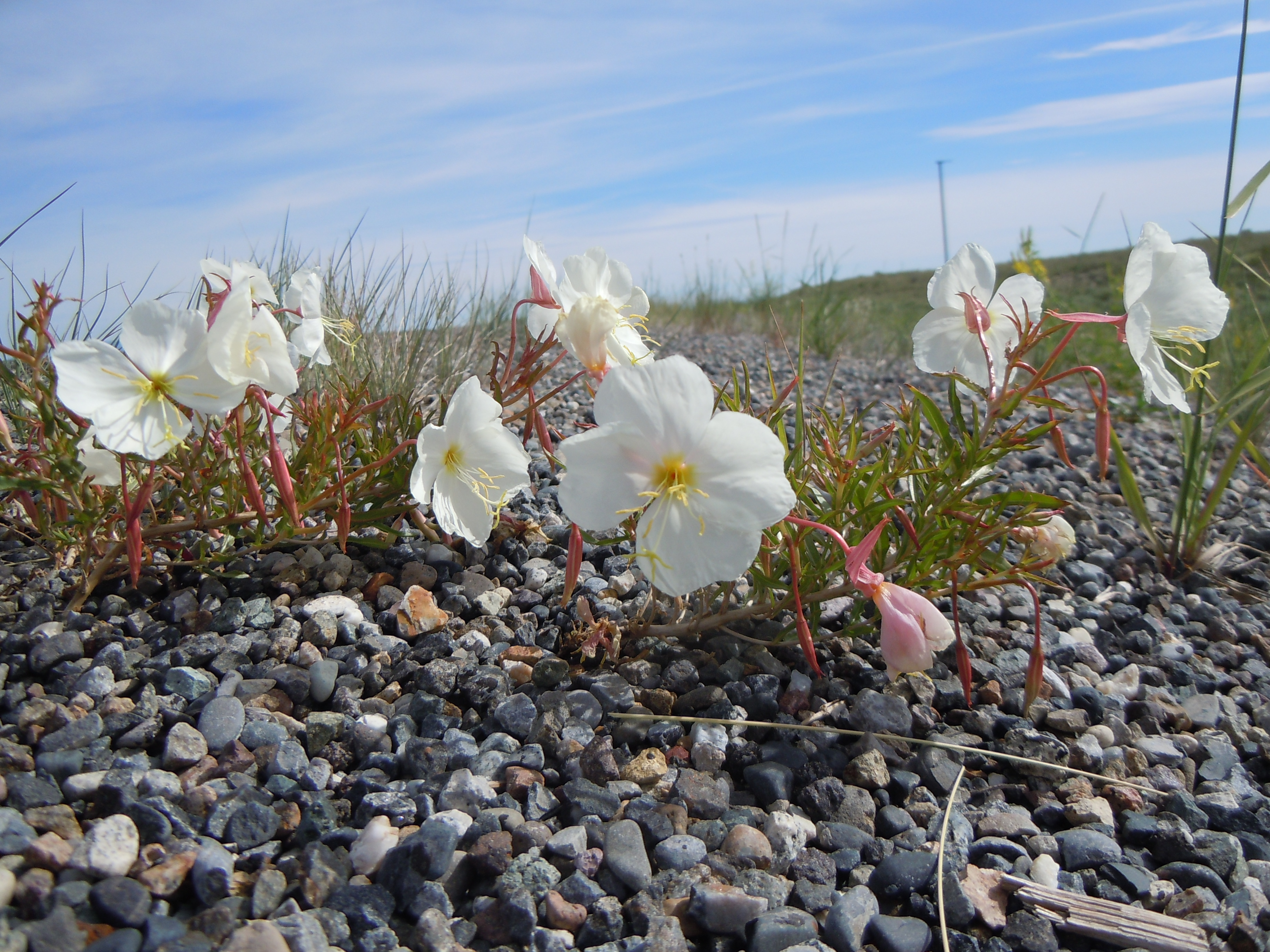
Oenothera pallida.

- Oenothera patriciae W.L.Wagner & Hoch
- Oenothera pedunculifolia W.Dietr.
- Oenothera pennellii Munz
- Oenothera perennis L.
- Oenothera peruana W.Dietr.
- Oenothera picensis Phil.
- Oenothera pilosella Raf.
- Oenothera platanorum P.H.Raven & D.R.Parn.
- Oenothera podocarpa (Wooton & Standl.) Krakos & W.L.Wagner
- Oenothera × polgari Rostanski
- Oenothera primiveris A.Gray
- Oenothera psammophila (A.Nelson & J.F.Macbr.) W.L.Wagner, Stockh. & W.M.Klein
- Oenothera pseudoelongata W.Dietr.
- Oenothera pubescens Willd. ex Spreng.
- Oenothera punae Kuntze
- Oenothera × purpurans (Borbás) Borbás

## R
- Oenothera ravenii W.Dietr.
- Oenothera recurva W.Dietr.

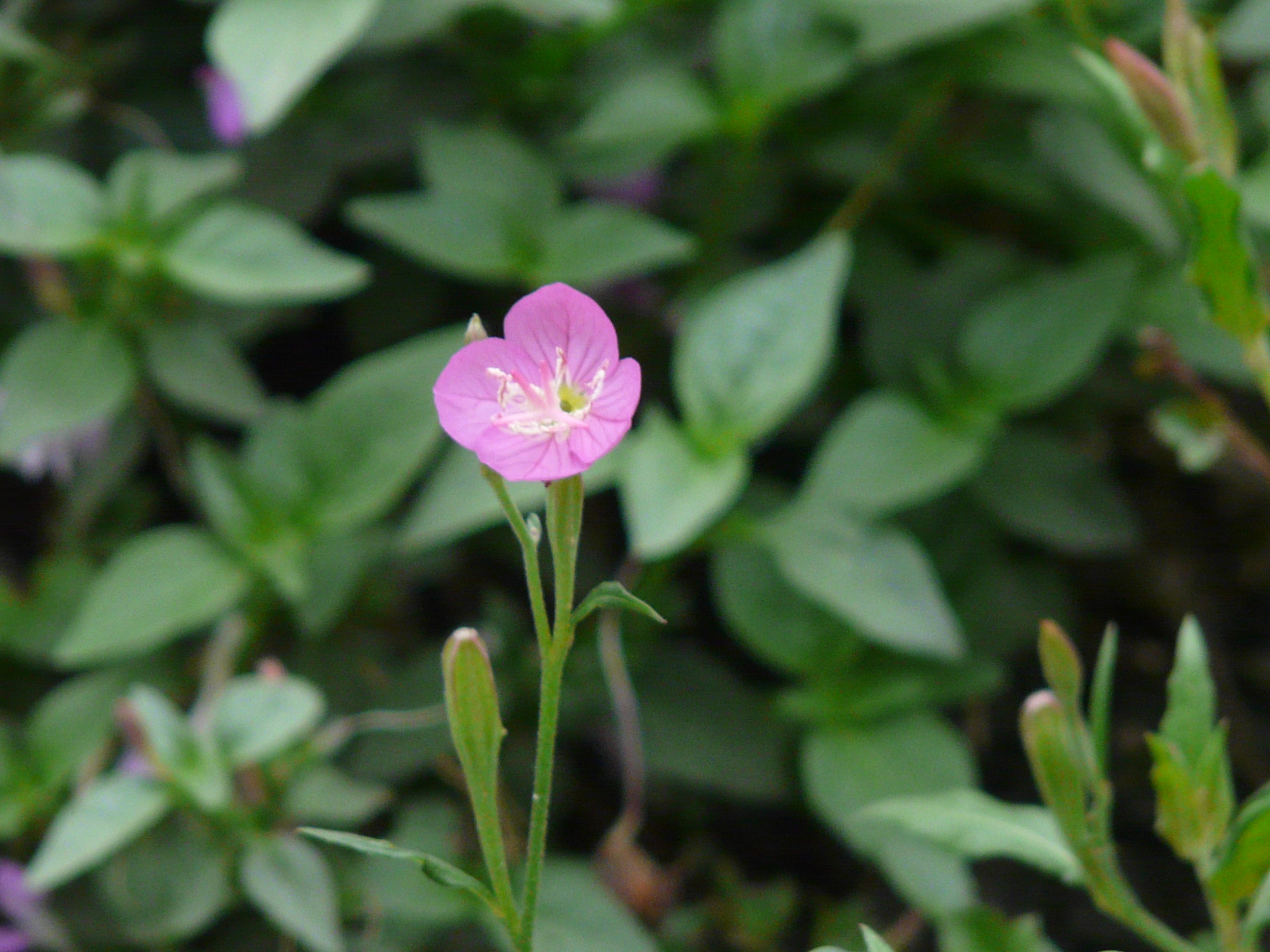
Oenothera rosea.

- Oenothera resicum Benavides, Kuethe, Ortiz-Alcaráz & León de la Luz
- Oenothera rhombipetala Nutt.
- Oenothera riskindii W.L.Wagner
- Oenothera rivadaviae W.Dietr.
- Oenothera rosea L'Hér. ex Aiton

## S
- Oenothera sandiana Hassk.
- Oenothera santarii W.Dietr.
- Oenothera scabra K.Krause
- Oenothera seifrizii Munz
- Oenothera serrulata Nutt.
- Oenothera siambonensis W.Dietr.

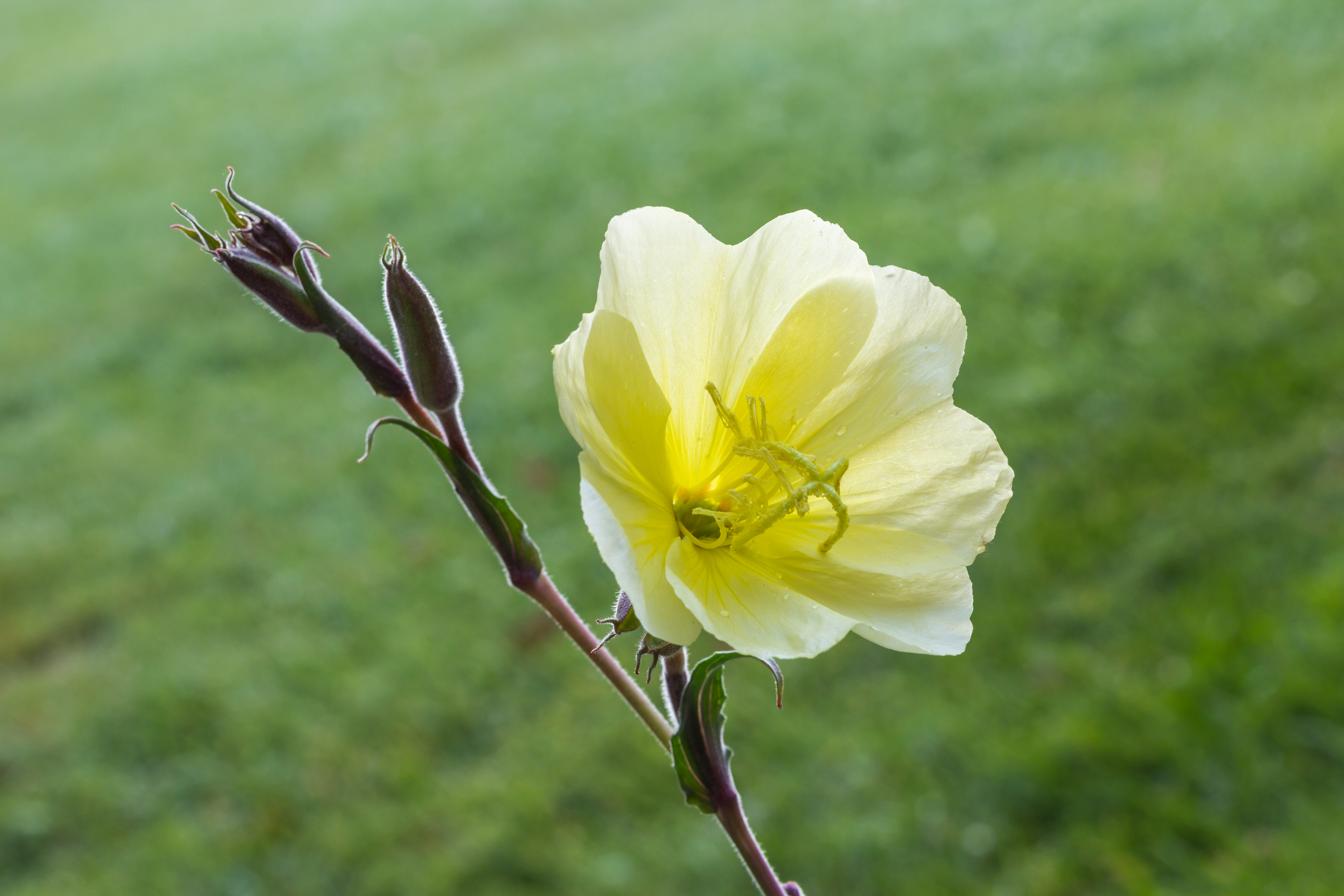
Oenothera stricta.

- Oenothera simulans (Small) W.L.Wagner & Hoch
- Oenothera sinuosa W.L.Wagner & Hoch
- Oenothera spachiana Torr. & A.Gray
- Oenothera speciosa Nutt.
- Oenothera stricta Ledeb. ex Link
- Oenothera stubbei W.Dietr., P.H.Raven & W.L.Wagner
- Oenothera suffrutescens (Moc. & Sessé ex Ser.) W.L.Wagner & Hoch
- Oenothera suffulta (Engelm.) W.L.Wagner & Hoch

## T
- Oenothera tafiensis W.Dietr.

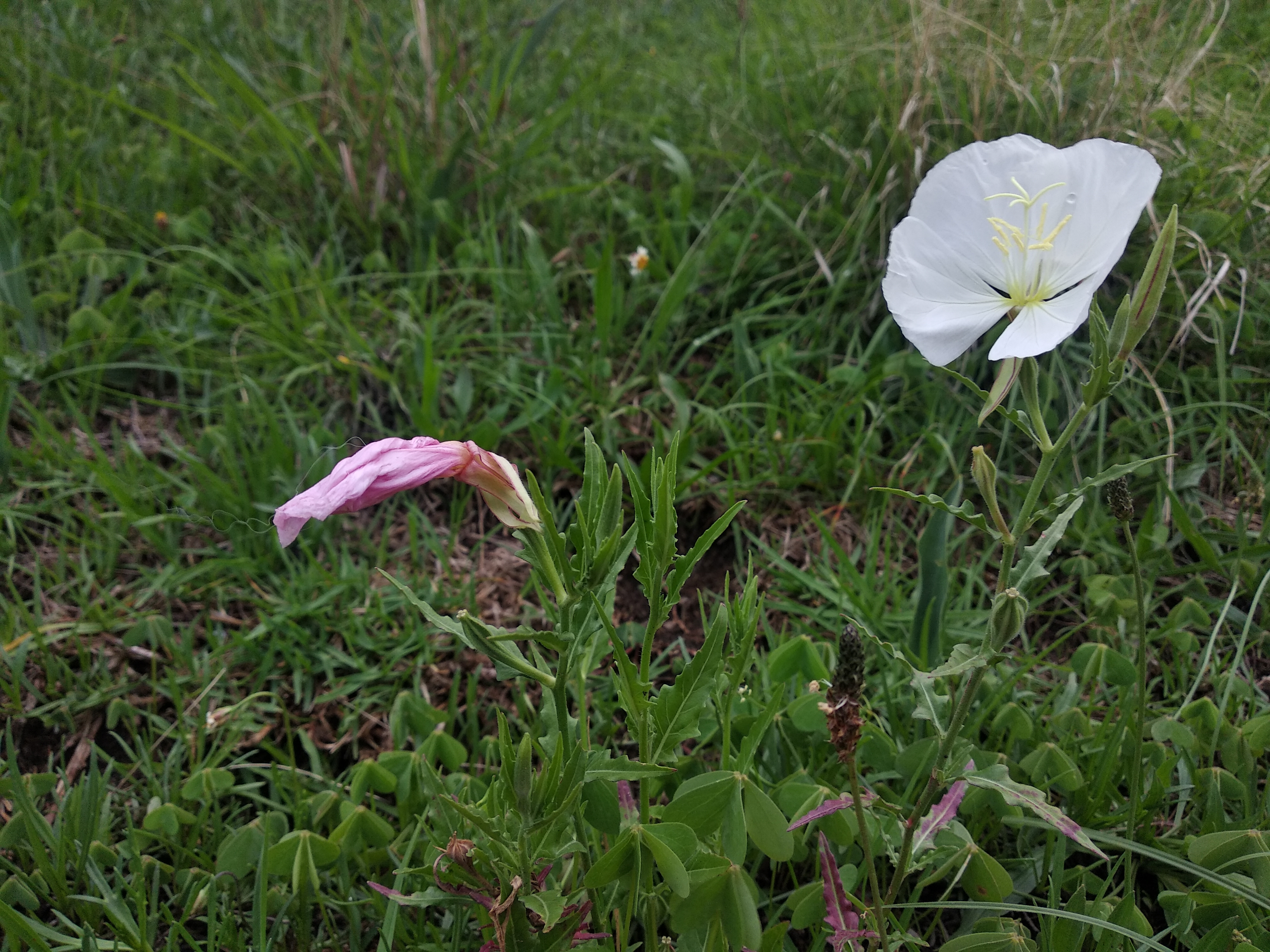
Oenothera tetraptera.

- Oenothera tamrae W.Dietr. & W.L.Wagner
- Oenothera tarijensis W.Dietr.
- Oenothera tetragona Roth
- Oenothera tetraptera Cav.
- Oenothera texensis P.H.Raven & D.R.Parn.
- Oenothera toumeyi (Small) Tidestr.
- Oenothera triangulata (Buckley) W.L.Wagner & Hoch
- Oenothera triloba Nutt.
- Oenothera tubicula A.Gray
- Oenothera tubifera Ser.
- Oenothera tucumanensis W.Dietr.

## U
- Oenothera unguiculata (Fernald) Sorrie, LeBlond & Weakley

## V

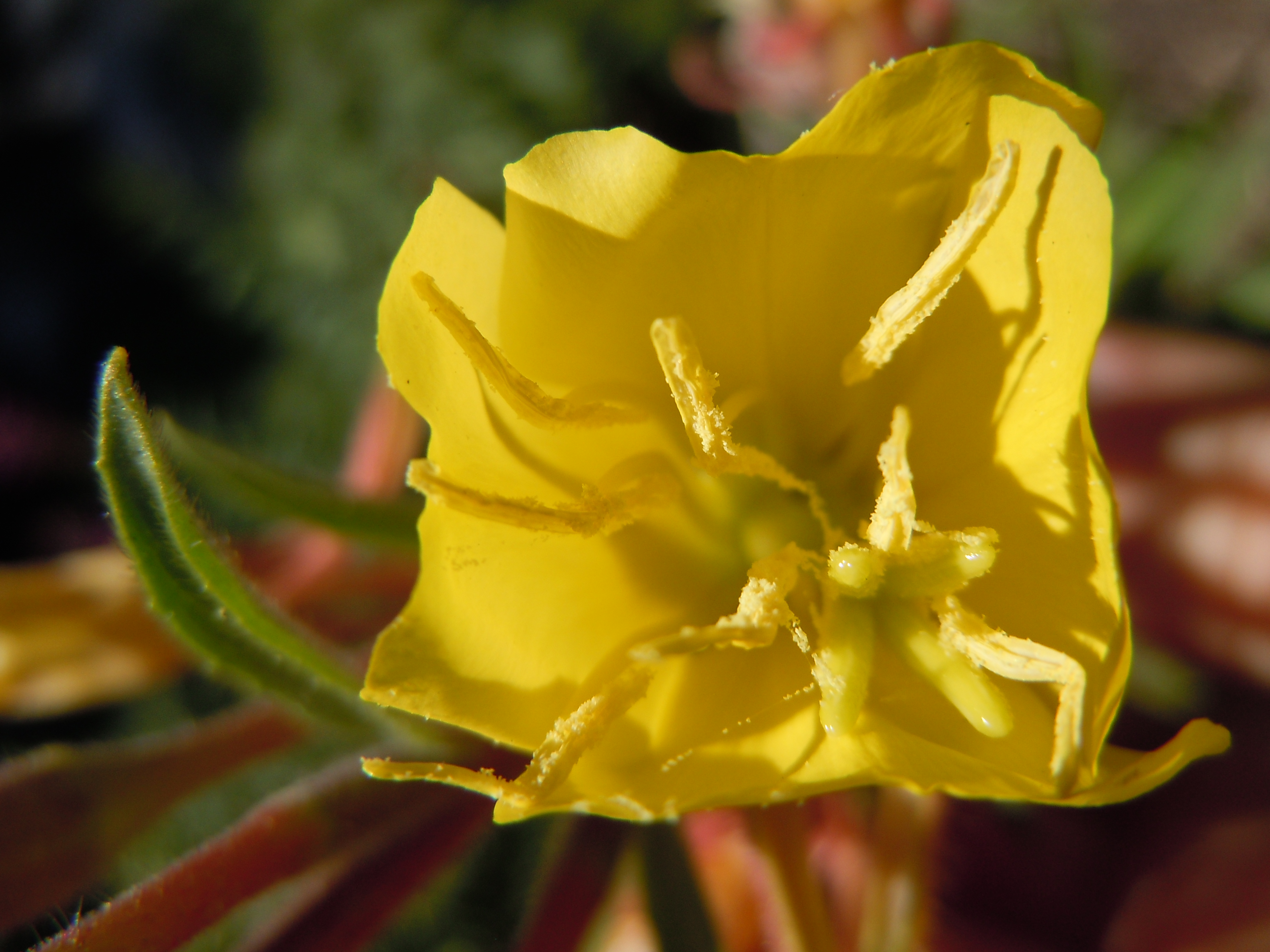
Oenothera villosa.

- Oenothera verrucosa I.M.Johnst.
- Oenothera versicolor Lehm.
- Oenothera villaricae W.Dietr.
- Oenothera villosa Thunb.

## W
- Oenothera wigginsii W.M.Klein
- Oenothera wolfii (Munz) P.H.Raven, W.Dietr. & Stubbe

## X
- Oenothera xylocarpa Coville